# (6846) Kansazan
(6846) Kansazan ist ein Asteroid des Hauptgürtels, der am 22. Oktober 1976 von den japanischen Astronomen Hiroki Kōsai und Kiichirō Furukawa am Kiso-Observatorium (IAU-Code 381) in Kiso am Berg Ontake entdeckt wurde.
Der Asteroid gehört zur Nysa-Gruppe, einer nach (44) Nysa benannten Gruppe von Asteroiden (auch Hertha-Familie genannt, nach (135) Hertha).
Der Himmelskörper wurde am 2. Februar 1999 nach dem Kanshi-Dichter und konfuzianischen Gelehrten Kan Chazan (1748–1827) benannt.